# Ilino (Resen)
Ilino (en macédonien Илино) est un village du sud-est de la Macédoine du Nord, situé dans la partie nord de la municipalité de Resen. Il est situé à environ 8 kilomètres de Resen. Le village ne compte plus aucun habitant. 

## Démographie
Les derniers habitants permanents de Ilino ont été recensés en 1981. Ils étaient tous Macédoniens.
| 1961 | 1971 | 1981 | 1991 | 1994 | 2002 |
| ---- | ---- | ---- | ---- | ---- | ---- |
| 22   | 2    | 2    | 0    | 0    | 0    |